# Caradrina umbratilis
Caradrina umbratilis är en fjärilsart som beskrevs av Max Wilhelm Karl Draudt 1933. Caradrina umbratilis ingår i släktet Caradrina och familjen nattflyn. Inga underarter finns listade i Catalogue of Life.